# Ihtioza fetală
Ihtioza fetală, cunoscută și sub numele de ihtioza arlechin, reprezintă cea mai severă formă a ihtiozei congenitale. Aceasta, se caracterizează prin îngroșarea excesivă a stratului de cheratină la nivelul pielii bebelușului, care se naște cu un strat gros de piele, având aspectul unei armuri care îl jenează pe copil la fiecare mișcare. Solzii galbeni specifici se cojesc, pielea se crapă, iar decesul survine de multe ori în primele săptămâni de viață.

## Etiologie
Factorul etiologic ce declanșează ihtioza fetală, este o mutație genetică pe cromozomul 2, care afectează gena răspunzătoare de transportul lipidelor. Astfel se explică permeabilitatea excesivă a pielii și descuamarea sa exegarată.

## Manifestări clinice
Tabloul clinic al afecțiunii este critic mai ales în primele săptămâni de viață, dar dacă bebelușul supraviețuiește, simptomatologia se ameliorează. Manifestările principale ale bolii sunt:
- Hiperkeratoză;
- Piele lucioasă;
- Fisuri profunde eritomatoase;
- Ectropia pleoapelor cu risc de traumatizare a conjunctivei;
- Canalul auricular este mic, rudimentar sau absent;
- Hipoplazie nazală;
- Motilitatea membrelor este redusă sau absentă, datorită stratului hiperkeratozic care le înfășoară; risc de gangrenă;
- Mișcări respiratorii restrictive, hipoventilație, insuficiență respiratorie;
- Deshidratare datorită pierderii excesive de apă, care poate duce la tahicardie și oligourie;
- Tulburările de metabolism pot cauza crize convulsive;
- Depreia centrilor nervoși semnalizează hipoxia;
- Hiperkeratoza restricționează mișcările spontane.

## Diagnostic
Diagnosticarea ihtiozei fetale, se face printr-o serie de măsuri elaborate.
Teste genetice: pentru determinarea mutației pe gena ABCA12;
Teste de laborator:
- Hemoleucograma și hemocultura pentru depistarea infecțiilor;
- Se monitorizează nivelul electroliților (patologic datorită deshidratării);
- Se dozează creatina pentru evaluarea funcției renale;
- Hemoglobina pentru depistarea anemiilor asociate.

Investigații imagistice:
- Ecografieprenatală;
- Radiografie toracică în cazul disfuncției respiratorii;
- Ecografie renală în caz de oligourie. S-au semnalat de asemenea cazuri de displazie renală la pacienții cu ihtioză fetală;
- Biopsia țesuturilor de la nivelul pielii arată trăsături histologice și structurale caracteristice.

## Tratament
Singurul tratament disponibil pentru ihtioza fetală este cel simptomatic:
- Menținerea funcțiilor respiratorii și circulatorii;
- Plasarea bebelușului într-un incubator cu sistem de umidificare a aerului;
- Aplicarea de lubrifianți pe mucoasa conjuctivală;
- Aplicarea de lubrifianți speciali pentru emolierea pielii;
- Hidratare și hrănire prenatală;
- Menținerea unui mediu steril, pentru evitarea infecțiilor.

## Prognostic
- Speranța de viață a copiiilor cu ihtioză fetală este variabilă. S-au relatat cazuri de supraviețuire până la adolescență și extrem de rar, până la maturitate;
- Întârzierea dezvoltării psihosomatice;
- Această tulburare se poate asocia cu hipotiroidism;
- Decesul este cauzat în general de septicemie.

## Cazuri remarcabile
Nusrit “Nelly” Shaheen (născută în 1984) este cea mai în vârstă supraviețuitoare a bolii, din Marea Britanie. Este una din cei 8 copii ai familiei; 4 frați de-ai ei s-au născut cu aceeași boală și au murit în copilărie. Nelly s-a născut fără pleoape, iar urechile îi sunt perfect lipite de cap. La scurtă vreme după naștere, a suferit o operație pentru a i se construi pleoapele, apoi la 2 și respectiv 5 ani, a trecut prin alte 2 operații în același scop. Nusrit a știut întotdeauna că e diferită de frații ei, dar acest lucru nu a deranjat-o foarte tare. “Ca și copil, nu m-a deranjat prea tare, m-am obișnuit cu gândul că asta este înfățișarea mea. Dar când am mai crescut, am început să-i pun mamei întrebări. Rețin că am fost la dermatolog și el mi-a explicat mai multe despre boala mea. Nu mi-am regretat soarta, am încercat să-mi văd mai departe de viață” - a declarat Nusrit într-un interviu pentru www.itv.com.
În colectivul școlii, nu a fost batjocorită de colegi, ba chiar au susținut-o mereu și i-au fost alături. “Ceea ce nu-mi place, este felul în care mă privesc oamenii pe stradă, în special persoanele în vârstă. Uneori oamenii se opresc și mă întreabă ce mi s-a întâmplat, majoritatea presupun că am fost arsă.”
Cu toate acestea, Nelly duce o viață activă și studiază antrenoratul sportiv și leadership-ul la Colegiul Hereward. Speră să predea și ea acolo cândva.